# Полумгла (фильм)
«Полумгла» — российский кинофильм 2005 года.

## Сюжет
Действие фильма происходит во время Великой Отечественной войны, зимой, в глухой деревне на Русском Севере, где бригада немецких военнопленных строит вышку для радиомаяка. Их отношения с местными жителями — это столкновение чуждых друг другу людей, которые, тем не менее, должны найти общий язык.
Главный герой — Григорий Анохин, молодой лейтенант артиллерии, герой Советского Союза. Анохин получил награду за успешную боевую операцию, в ходе которой был ранен. Последствия ранения не позволяют ему продолжить службу в армии; его отправляют под Архангельск руководить строительством важного военного объекта.
Уже на железнодорожном вокзале, непосредственно перед отправкой, Анохин узнаёт, что поставлен командовать отрядом пленных. Он должен научиться воспринимать немцев не так, как на передовой, преодолеть накопившуюся ненависть и презрение. На это у Анохина лишь несколько дней — время пути до места стройки. Когда бригада добирается до пункта назначения, жители деревни (а это в основном женщины, чьи мужья ушли на фронт) встречают пленных с понятной неприязнью. И Анохин вынужден защищать своих подопечных.
Этот фильм — притча о том, что разделяет людей, и о том, что их объединяет, несмотря на сложности исторических взаимосвязей и личных судеб.

## В ролях
| Актёр                | Роль              |
| -------------------- | ----------------- |
| Юрий Тарасов         | Григорий Анохин   |
| Сергей Грязнов       | Чумаченко         |
| Анастасия Шевелёва   | Палашка           |
| Мартин Яковски       | Ганс              |
| Лидия Байрашевская   | Феония            |
| Кристиан Сенгевальд  | Петер             |
| Наталья Бурмистрова  | Евдокия           |
| Виталий Коваленко    | Митрофан          |
| Кира Крейлис-Петрова | Лукерья           |
| Евгений Меркурьев    | старик Северьяныч |

| Актёр                  | Роль            |
| ---------------------- | --------------- |
| Александр Стекольников | радист          |
| Николай Спиридонов     | Кешка           |
| Анатолий Горин         | инвалид Игнашка |
| Йоханнес Рапп          | капитан Бульбах |
| Александр Балсанов     | Витька-моряк    |
| Сергей Лосев           | майор           |
| Никита Логинов         | Батюк           |
| Пётр Королёв           | железнодорожник |
| Екатерина Фролова      | медсестра       |
| Сергей Козырев         |                 |

## Дополнительные факты
- Концовка фильма радикально отличается от концовки сценария — в фильме военнопленных без суда и следствия расстреливают. По этому поводу фильм неоднократно критиковался как недостоверный, в том числе и самими сценаристами.
- После знакомства с режиссёрской версией сценария авторы Виктор Смирнов и Игорь Болгарин направили письмо в Федеральное агентство по культуре и кинематографии РФ, где заявили о «грубом и бесцеремонном вторжении» в их сценарий, о том, что картина «не соответствует ни идейному, ни нравственному посылу» и носит откровенно антирусский характер. «Режиссёр Антонов «руку приложил» явно в направлении пресловутой чернухи, рисующей русских людей убогими, серенькими и даже преступно кровавыми, жестокими... В режиссёрском сценарии исчезли характеры, юмор, композиция стала рыхлой, невнятной. Затушёвано всё яркое, светлое и подчёркивается тёмное… Трагикомедия с обнадёживающим, хотя и грустным концом, благодаря упражнениям молодого режиссёра стала жестокой кровавой трагедией, где русские выглядят просто ублюдками»[1]. Впоследствии они просили убрать свои фамилии из титров[2].
- На пресс-конференции, посвящённой картине, 27-летний Артём Антонов (режиссёр) заявил, что фильм «Полумгла» — это его «переосмысление исторических событий военного времени»[3].

## Награды
- 2005 — кинофестиваль «Окно в Европу» (Выборг):
  - приз за дебют
  - приз Гильдии киноведов и кинокритиков России
- 2005 — приз «Iris of Tomorrow» за лучший дебют на кинофестивале The New Montreal Film Fest (Монреаль). Приз присуждён режиссёру «за такт и умение рассказать о жестокостях войны, не впадая в патетику или очернение»[4].

## Рецензии и отзывы
- Илья Смирнов. Полумглисты. // журнал «Россия XXI», № 2, 2006
- Людмила Пружанская. Полуправда в «Полумгле» // "Скепсис" от 11 декабря 2005